# Austroclemmus bonariensis
Austroclemmus bonariensis is een keversoort uit de familie zwamkevers (Endomychidae). De wetenschappelijke naam van de soort werd in 1869 gepubliceerd door Edouard Steinheil.